# 越南电视和大众媒体

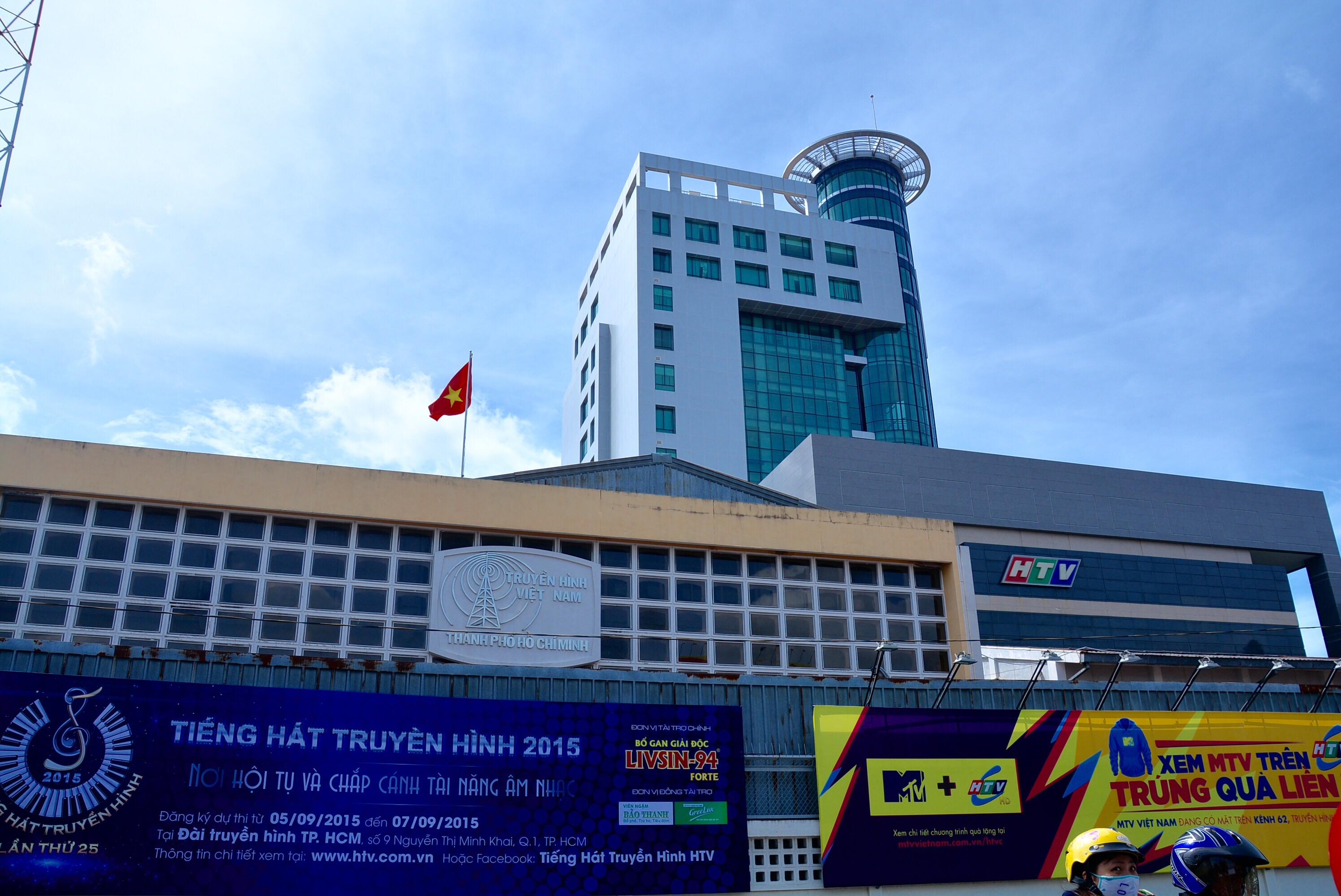
胡志明市电视台办公室图片

越南电视和大众媒体的历史可以追溯到20世纪60年代，当时，越南共和国成立了越南历史上第一家电视台西贡电视台。1970年，北越国营媒体越南之声播出了第一个测试电视节目，此即今越南国家电视台的前身。在1970年代后期，彩色电视被引入试播。越南统一后，该国所有省份逐步建立了自己的电视台，现在，越南已经拥有超过200个国家和地方级频道可供收视。越南于2020年12月28日完成了数字电视过渡。
现阶段越南官方實行媒體內容審查，该国《新闻法》僅允許國營媒體運作，因此私营企业在越南不得拥有电视台，但《新闻法》也“允许官方媒体在新闻活动中与其他新闻机构，法人实体和个人实行合作”，允许私人实体与越南政府运营的广播公司合作，制定电视社会化政策。由于意識型態上的分歧问题，越南对国外的电视节目实行严格的管制，限制外国电视台落地。越南政府也禁止该国民众擅自安装衛星電視接收器。
电视目前是越南最大的大众媒体渠道之一，调查显示每天有十分之八的人看电视。 然而，电视正受到新媒体形式的挑战，广播公司收入下降，观众转向视频点播或互联网社交网络等服务。